# Iwan Petrowitsch Rybkin

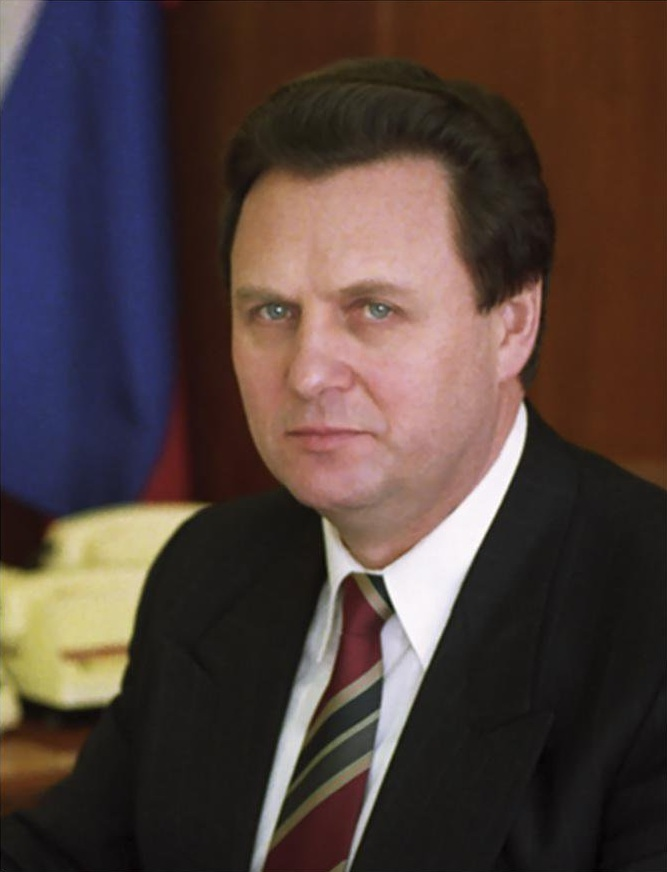
Iwan Rybkin (1999)

Iwan Petrowitsch Rybkin (russisch Иван Петрович Рыбкин, wiss. Transliteration Ivan Petrovič Rybkin; * 20. Oktober 1946 in Semigorowka (Oblast Woronesch)) ist ein russischer Politiker. Von 1994 bis 1996 war Rybkin Präsident der Staatsduma. Rybkin wandelte sich vom Gegner des russischen Präsidenten Boris Jelzin zu dessen Anhänger. 2004 kandidierte er im russischen Präsidentschaftswahlkampf als Gegner Wladimir Putins.

## Ausbildung und Beruf
1968 schloss Rybkin ein Studium der Agrar- und Forstwissenschaft an der Landwirtschaftlichen Hochschule in Wolgograd ab und arbeitete darauf als Ingenieur in der Kolchose Savety Iljitscha. Von 1969 bis 1970 leistete er seinen Militärdienst bei der sowjetischen Luftwaffe. 1970 kehrte er zurück zur Landwirtschaftlichen Hochschule in Wolgograd. 1974 folgte eine Promotion zum Kandidaten der technischen Wissenschaften. Bis 1981 wurde er Assistent, Assistenzprofessor und Stellvertreter des Dekans. 1981 bis 1987 hatte er einen Lehrstuhl an der Hochschule inne. Das wissenschaftliche Interesse Rybkins galt vor allem der Automatisierung von Zuchtbetrieben. 1991, bereits in einer Parteilaufbahn der KPdSU, absolvierte Rybkin ein zusätzliches Studium an der Diplomatenakademie der Moskauer Akademie für Gesellschaftswissenschaften.

## Politik

### Sowjetunion
Während der Perestroika Michail Gorbatschows wechselte Rybkin in die Politik. Von 1987 bis 1990 bekleidete er hauptamtlich den Posten des Ersten Sekretärs des Kreiskomitees der KPdSU in seiner Heimatstadt Wolgograd. 1990 wurde er nach dem Sturz des Gebietsparteichefs Zweiter Sekretär des Gebietsparteikomitees von Wolgograd. Noch im gleichen Jahr wurde er nach Moskau berufen und Abteilungsleiter des Zentralkomitees der KP der Russischen Föderation (RSFSR) für die Verbindungen zum Parlament. Ebenfalls 1990 ließ sich Rybkin ins russische Parlament wählen und wurde Mitglied im obersten Sowjet, wo er sich als aktenkundiger und kompromissfähiger Seiteneinsteiger ohne demagogische Vorlieben zeigte. Rybkin war an der Gründung der Kommunistischen Partei der Russischen Föderation beteiligt.

### Augustputsch
Nach dem Augustputsch und dem Verbot der KPdSU und der KPRF 1991 durch Boris Jelzin war Rybkin daraufhin Gründungsmitglied und einer der Vorsitzenden der Sozialistischen Partei der Werktätigen (SPdW), die eine gemäßigte Reformpolitik befürwortete. Die SPdW schloss sich im Obersten Sowjet Russlands der Fraktion der Kommunisten Russlands an. Rybkin begrüßte zuerst den Versuch der Putschisten, die Sowjetunion zu retten, fühlte sich jedoch später mitschuldig, „weil er nicht gegen den unvernünftigen und unverantwortlichen Teil der KP-Führung aufgestanden sei“ (Süddeutsche Zeitung, 17. Januar 1994).

### Verfassungskrise 1993
Nach der illegalen Auflösung des russischen Parlaments am 21. September 1993 durch Präsident Jelzin und dem folgenden gescheiterten Putsch am 4. Oktober 1993 gegen ihn (Russische Verfassungskrise 1993), wurde Rybkin einer der Führer der neu gegründeten gemäßigt sozialistischen Agrarpartei.

### Russisches Parlament
Die Agrarpartei erhielt bei den russischen Parlamentswahlen 1993 am 12. Dezember 1993 7,9 % der Stimmen und wurde viertstärkste Partei. Mit 47 Jahren wurde Rybkin 1994 in einer Stichwahl mit 223 zu 111 Stimmen zum Präsidenten der Duma gewählt. Sein Gegner, der ultranationalistische Jurij Wlassow, trat nur an, um die Wahl des Reformers Wladimir Lukin zu verhindern, und forderte in der Stichwahl seine Anhänger auf, für Rybkin zu stimmen. Rybkin, der zuvor die Politik Jelzins als zu radikal reformorientiert abgelehnt hatte, zeigte sich als erfolgreicher kompromissorientierter Mittler zwischen Präsident und Parlament, das von reformfeindlichen und zerstrittenen Nationalliberalen und Kommunisten dominiert wurde. In seiner Antrittsrede vor dem Parlament sprach sich Rybkin für eine Amnestie der Anführer der Putschversuche von 1991 und 1993 aus. Mit den Stimmen der rechtsextremen und kommunistischen Opposition wurde die Amnestie (z. B. Ruslan Chasbulatow, Alexander Ruzkoi), gegen den Willen Jelzins durchgeführt. 1995 ernannte Jelzin die Vorsitzenden der beiden Parlamentskammern Rybkin (Duma) und Wladimir Schumejko (Föderationsrat) zu ständigen Mitgliedern des Sicherheitsrates der Russischen Föderation.
Jelzin propagierte 1995 die Schaffung eines Zweiparteiensystems nach amerikanischem Vorbild mit dem rechtszentristischen Wahlblock Unser Haus Russland, unter der Führung Wiktor Tschernomyrdins und einem linkszentristischen Wahlblock, unter der Führung Rybkins. Jelzins Ziel war es, die großen extremen Parteien am politischen Rand, die Kommunistische Partei der Russischen Föderation unter Gennadi Sjuganow und die Liberal-Demokratische Partei Russlands unter Wladimir Schirinowski zu stutzen und zur Konsolidierung seiner Macht und zur Stabilität des Landes funktionstüchtige, loyale und unideologische Parteien zu schaffen. Bei den russischen Parlamentswahlen 1995 am 17. Dezember 1995 trat Rybkin mit dem nach ihm benannten Wahlblock Iwan Rybkin an. Rybkins Partei scheiterte an der 5-Prozent-Hürde. Rybkin gewann in seinem Heimatgebiet Woronesch ein Direktmandat. Die mit 22,7 % stärkste Fraktion, die KPRF stellte mit Gennadij Selesnjow den neuen Parlamentspräsidenten. 1996 wurde Rybkin Mitbegründer der Sozialistischen Volkspartei. Bei der Wahl zum russischen Präsident 1996 unterstützte Rybkin Jelzins erfolgreiche Wiederwahl.

### Sicherheitsrat der Russischen Föderation
Im Oktober 1996 ernannte Jelzin Rybkin zum Sekretär des Sicherheitsrates der Russischen Föderation und Sonderbeauftragten für Tschetschenien, worauf Rybkin sein Dumamandat niederlegte. Er löste Alexander Lebed in diesen Ämtern ab. Unter Rybkin kam es im ersten Tschetschenienkrieg 1997 zum Friedensvertrag, der am 12. Mai 1997 von Boris Jelzin und dem tschetschenischen Präsidenten Aslan Maschadow in Moskau unterzeichnet wurde. Rybkow wurde bei den Verhandlungen mit leiser Diplomatie seinem Spitznamen „Genosse Konsens“ gerecht (Spiegel, 16. Februar 2004). Im Oktober 1997 löste Alexandr Wlassow Rybkin als Sonderbeauftragten für Tschetschenien ab, im März 1998 löste ihn Andrej Kokoschin als Sekretär des Sicherheitsrates ab. 1998 wurde Rybkin zum Wirklicher Staatsrat 1. Klasse der Russischen Föderation befördert. 1998 war Rybkin bis zum 23. März stellvertretender Ministerpräsident für Fragen der Gemeinschaft Unabhängiger Staaten, bis er von Ministerpräsident Tschernomyrdin entlassen wurde. Nachfolgenden Kabinetten gehörte Rybkin nicht mehr an.

### Liberales Russland
Nachdem sich Jelzin am 31. Dezember 1999 aus der Politik zurückgezogen hatte betätigte sich Rybkin als prominenter Kritiker des Zweiten Tschetschenienkrieges und des neuen Präsidenten Putin. 2002 wurde Rybkin Mitglied der Partei Liberales Russland des Oligarchen und scharfen Putinkritikers Boris Beresowski. Rybkin war das „Sprachrohr“ (Schwäbische Zeitung, 10. Februar 2004) des nach London geflohenen Beresowski in Moskau. Bei der Wahl zum russischen Parlament 2003 trat Rybkin ohne Erfolg mit einer eigenen Liste an.

### Präsidentschaftswahl 2004
Rybkin kündigte im Januar 2004 seine Kandidatur für die russische Präsidentschaftswahlen 2004 am 14. März an, sein Umfragewert lag bei chancenlosen 1 %. Er bezeichnete die Tschetschenienpolitik Putins als „Staatsverbrechen“ und erklärte in einem Interview „Der Westen solle aufhören, die entstehende Diktatur Putins weiter zu unterstützen“ (Handelsblatt 27. Januar 2004). Unter mysteriösen Umständen verschwand Rybkin am 5. Februar 2004, tauchte aber fünf Tage später in der ukrainischen Hauptstadt Kiew wieder auf, und kehrte am 11. Februar nach Moskau zurück. Rybkin berichtete zunächst, zur Erholung Freunde in der Ukraine besucht zu haben, dann aber nach Kiew gereist zu sein, um einen Vertreter von Tschetschenenpräsident Maschadow zu treffen. Später erklärte er, er sei wegen seiner Kandidatur entführt worden und unter Einfluss einer psychotropen Substanz sowie unter Alkoholeinfluss in kompromittierenden Situationen mit Prostituierten gefilmt worden zu sein. Sein Versuch, den Wahlkampf „aus Sicherheitsgründen“ von London aus weiterzuführen, scheiterte nach der Entscheidung der Zentralen Wahlkommission (und eines Gerichts), nicht per Videoschaltung an einer Fernsehdebatte teilnehmen zu dürfen. Rybkin erklärte „ich werde an dieser Farce nicht teilnehmen“ (Interfax), zog seine Kandidatur am 5. März zurück und empfahl den Wählern, die Wahl zu boykottieren.

## Familie
Rybkin ist verheiratet und hat mit seiner Frau Albina Nikolajewna Rybkina zwei Töchter, Larissa und Jekaterina. In seiner Freizeit entspannt sich Rybkin mit Gartenarbeit und Schach.